# Ноксен Тауншип (округ Вайомінг, Пенсільванія)
Ноксен Тауншип (англ. Noxen Township) — селище (англ. township) в США, в окрузі Вайомінг штату Пенсільванія. Населення — 917 осіб (2020).

## Демографія
Згідно з переписом 2010 року, у селищі мешкали 902 особи в 363 домогосподарствах у складі 237 родин. Було 427 помешкань
Расовий склад населення:
| - 98,8 % — білих - 0,2 % — корінних американців |

До двох чи більше рас належало 0,9 %. Частка іспаномовних становила 0,3 % від усіх жителів.
За віковим діапазоном населення розподілялося таким чином: 24,8 % — особи молодші 18 років, 58,9 % — особи у віці 18—64 років, 16,3 % — особи у віці 65 років та старші. Медіана віку мешканця становила 41,4 року. На 100 осіб жіночої статі у селищі припадало 98,2 чоловіків;  на 100 жінок у віці від 18 років та старших — 101,2 чоловіків також старших 18 років.
Середній дохід на одне домашнє господарство  становив 51 956 доларів США (медіана — 53 092), а середній дохід на одну сім'ю — 58 133 долари (медіана — 58 281). Медіана доходів становила 38 000 доларів для чоловіків та 32 500 доларів для жінок. За межею бідності перебувало 14,4 % осіб, у тому числі 22,7 % дітей у віці до 18 років та 14,1 % осіб у віці 65 років та старших.
Цивільне працевлаштоване населення становило 493 особи. Основні галузі зайнятості: будівництво — 19,3 %, роздрібна торгівля — 17,6 %, освіта, охорона здоров'я та соціальна допомога — 14,4 %.